# Първа армейска моторизирана дружина
Първа армейска моторизирана дружина, наричана още Първа армейска камионна дружина, е моторизирана пехотна част на Първа българска армия през втората фаза на водената от нея Отечествена война от 1944 – 1945 г.
Участва в проведените от Първа армия Дравска операция, Мурска операция и Австрийска операция. Въоръжена е с всякакъв вид военна моторна техника – камиони, командирски автомобили, влекачи, мотоциклети и др., както и с картечни стрелци и автоматчици и артилерийски оръдия всякакъв калибър което прави дружината част с висока огнева мощ.

## Боен път
Първа армейска моторизирана дружина е формирана от военни единици на специализирания в областта на мотопехотата Общовойскови камионен полк в София на 10 февруари 1945 и със заповед на командващия Първа дивизионна област е включен в състава на Първа българска армия с цел водене на мотопехотни военни действия и изпратена на фронта в Унгария където пристига на 15 февруари 1945 г. Състои се от следните армейски военни единици:
- 1-ва армейска моторизирана (камионна) рота
- 3-та армейска моторизирана (камионна) рота:
  - 2-ри и 3-ти армейски камионен взвод
  - 1-ви, 2-ри и 3-ти армейски мотоциклетен взвод
  - 1-ви и 3-ти армейски командирско автомобилен взвод
  - 1-ви пътно автомобилен взвод
- 5-а армейска моторизирана (камионна) рота
- 3-та армейска санитарно автомобилна рота:
  - 1-во и 3-то армейски санитарно автомобилно отделения
  - Резервно армейско санитарно автомобилно отделение

и съответния брой моторно средства и въоръжение.
Командир на 1 ва моторизирана дружина е Покловник Иван Георгиев – началник на автомобилния отдел на Първа българска армия. Дружината започва своето участие в започналата на 6 март 1945 г. Дравска операция като нанася поражения на германския 46 ти моторизиран корпус при Дравасоболч и Дравачехи унищожавайки две трети от германските моторизирани сили, докато част от българските мотоциклетицти и част от разчетите превозващи се на командрирските разузнавателни автомобили извършват успешни дозорни операции и разузнават позициите на германските войски. На 28 март 1945 г. предните отряди на Моторизираната дружина завръзват артилерийски бой с германците и на 29 март 1945 г. както моторизираната дружина, така и останалата част на Първа българска армия преминават в настъпление през река Мур осъществявайки продължилата до 13 април 1945 г. Мурска операция, разгромявайки германците при канала „Пинципалиш“, пробивайки германската укрепена линия Маргит, Нагканижа, Ногбайом-Кишбайом, Велики Ког, Ястребци и Вараждин и на 7 май 1945 г. вследствие на водената Австрийска операция достига село Фьолкермаркт в Австрия до град Клагенфурт.
Завръща се в България през юни 1945 г. където участва на военен парад в чест на Първа българска армия. На 28 юли 1945 г. заради края на войната е разформирована.

## Командири
- Покловник Иван Георгиев